# Eltz
Eltz (en luxembourgeois : Elz ) est une localité de la commune luxembourgeoise de Redange-sur-Attert située dans le canton de Redange.